# Uliszkowice
Uliszkowice (deutsch Augustfelde, kaschubisch Ulëszkòjce) ist ein kleines Dorf in der polnischen Woiwodschaft Pommern und gehört zur Gmina Trzebielino (Treblin) im Powiat Bytowski (Kreis Bütow).

## Geografische Lage und Verkehrsanbindung
Uliszkowice liegt einen Kilometer südöstlich von Suchorze (Zuckers) an der Woiwodschaftsstraße 209, die von Warszkowo (Alt Warschow) nahe Sławno (Schlawe) zur Kreisstadt Bytów (Bütow) führt. Bahnanschluss bestand bis 1991 über die Station Zielin Miastecki (Sellin) an der Bahnstrecke Lipusz–Korzybie (Lippusch–Zollbrück).

## Geschichte
Das ehemalige Augustfelde – ein Ort mit derselben deutschen Ortsbezeichnung Augustfelde liegt 30 Kilometer Luftlinie in nordöstlicher Richtung im heutigen Gemeindegebiet von Czarna Dąbrówka (Schwarz Damerkow) – wurde im Jahre 1818 als Vorwerk von Zuckers (heute polnisch: Suchorze) angelegt. Zu Beginn des 20. Jahrhunderts erbte es Adolf Grundies, und nach 1919 erwarb es der Major Theodor Wolff (dessen Tochter Marly heiratete 1929 der Generalleutnant Georg von Bismarck), der es bis 1945 behielt.
Bis 1945 war Augustfelde eine Ortschaft der Gemeinde Zuckers und war mit deren Geschichte eng verbunden. Sie lag im Landkreis Rummelsburg i. Pom. im Regierungsbezirk Köslin in der preußischen Provinz Pommern. Nach 1945 kam der nun Uliszkowice genannte Ort zu Polen und gehört heute zur Gmina Trzebielino im Powiat Bytowski der Woiwodschaft Pommern (1975 bis 1998 Woiwodschaft Słupski).

## Kirche
Kirchlich war Augustfelde bis 1945 in das evangelische Kirchspiel Zettin (heute polnisch: Cetyń) eingegliedert. Es gehörte zum Kirchenkreis Bütow (Bytów) im Ostsprengel der Kirchenprovinz Pommern der Kirche der Altpreußischen Union.
Heute ist Uliszkowice in die 1990 gebildete Pfarrei Suchorze (Zuckers) im Dekanat Miastko (Rummelsburg) im Bistum Köslin-Kolberg der Katholischen Kirche in Polen eingepfarrt. Evangelische Kirchenglieder gehören zur Kreuzkirchengemeinde in Słupsk (Stolp) in der Diözese Pommern-Großpolen der Evangelisch-Augsburgischen Kirche in Polen.